# Greg Hill
Greg Hill (* 26. September 1977) ist ein US-amerikanischer Tennisspieler und -trainer.

## Karriere
Greg Hill spielte auf der ITF Junior Tour insgesamt 26 Matches im Einzel und konnte etwa die Hälfte davon gewinnen. Im Doppel, wo er fast ausschließlich mit Tommy Haas als Partner an den Start ging, war er deutlich erfolgreicher. So stand er bei den Grand-Slam-Turnieren in French Open 1995 sowie in Wimbledon im selben Jahr jeweils im Viertelfinale. Bei letzterem erreichte die Paarung sogar das Halbfinale. Auch beim prestigeträchtigen Orange Bowl schied das Duo erst im Halbfinale aus.
Nach der Transformation auf die Profitour spielte er nur eine Handvoll Turniere. Fünfmal schied er bei Turnieren der ATP Challenger Tour in der ersten Runde aus. Nur einmal, 1996 in Cali gelang ihm überhaupt ein Sieg. Seine einzigen zwei Auftritte auf der ATP Tour erfolgten dank einer Wildcard 1997 in Scottsdale sowie 2009 nach langer Inaktivität in Delray Beach jeweils an der Seite von Haas. Sie verloren beide Auftaktpartien.
Er verfolgte früh die Trainerlaufbahn. Nach seinem Studium an der Texas A&M University, wo er den Rekord für die meisten Einzelsiege aufstellte, war er 15 Jahre Tennistrainer an der IMG Academy in Bradenton, Florida. Er trainierte u. a. mit Marcelo Ríos, Tommy Haas, Alexandra Stevenson oder Mary Joe Fernández.